# خودر مارتینس
خودر مارتینس (انگلیسی: Jonder Martínez؛ زادهٔ ۲۲ ژوئن ۱۹۷۸) بازیکن بیس‌بال اهل کوبا بود.